# Калла, Давиде
Давиде Калла (нем. Davide Callà; родился 6 октября, 1984 года, Винтертур, Швейцария) — швейцарский футболист, полузащитник; тренер.

## Клубная карьера
Калла — воспитанник клуба «Фрауэнфельд», за который играл в 2002 году. В 2003—2004 годах выступал за «Виль» и «Серветт». На протяжении 2005—2008 годов играл за «Санкт-Галлен».
7 июля 2008 года перешёл в «Грассхоппер», за который сыграл 62 матча и забил 11 мячей. 11 июля 2012 года перешёл в «Арау». В этом же сезоне, забив 19 голов, помог команде выиграть Челлендж-лигу.
11 февраля 2014 года за 488 тысяч фунтов стерлингов перешёл в «Базель». И уже 15 февраля того же года в матче против «Сьона» дебютировал за новый клуб. 8 марта того же года в матче против «Санкт-Галлена» забил первый гол за «Базель». В сезоне 2013/14 помог команде выиграть национальный чемпионат, а также выйти в финал национального кубка. В следующем сезоне помог команде повторить прошлогодний результат.

## Международная карьера
Выступал за молодёжную сборную Швейцарии, за которую сыграл 22 матча и забил 3 гола.

## Достижения
«Базель»
- Чемпион Швейцарии: 2013/14, 2014/15, 2015/16, 2016/17
- Финалист кубка Швейцарии: 2013/14, 2014/15